# Zabytki w Chęcinach

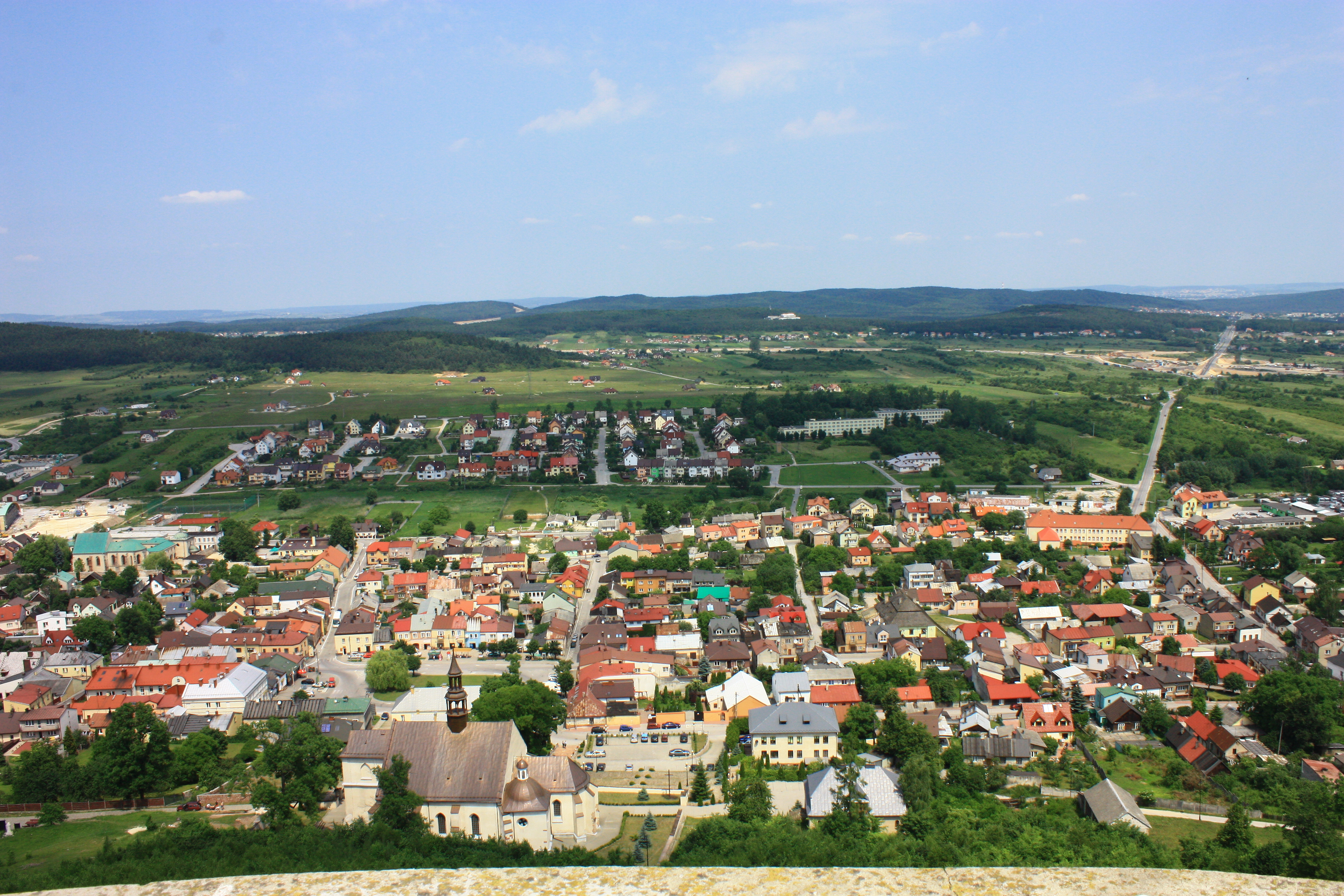
Chęciny – układ urbanistyczny

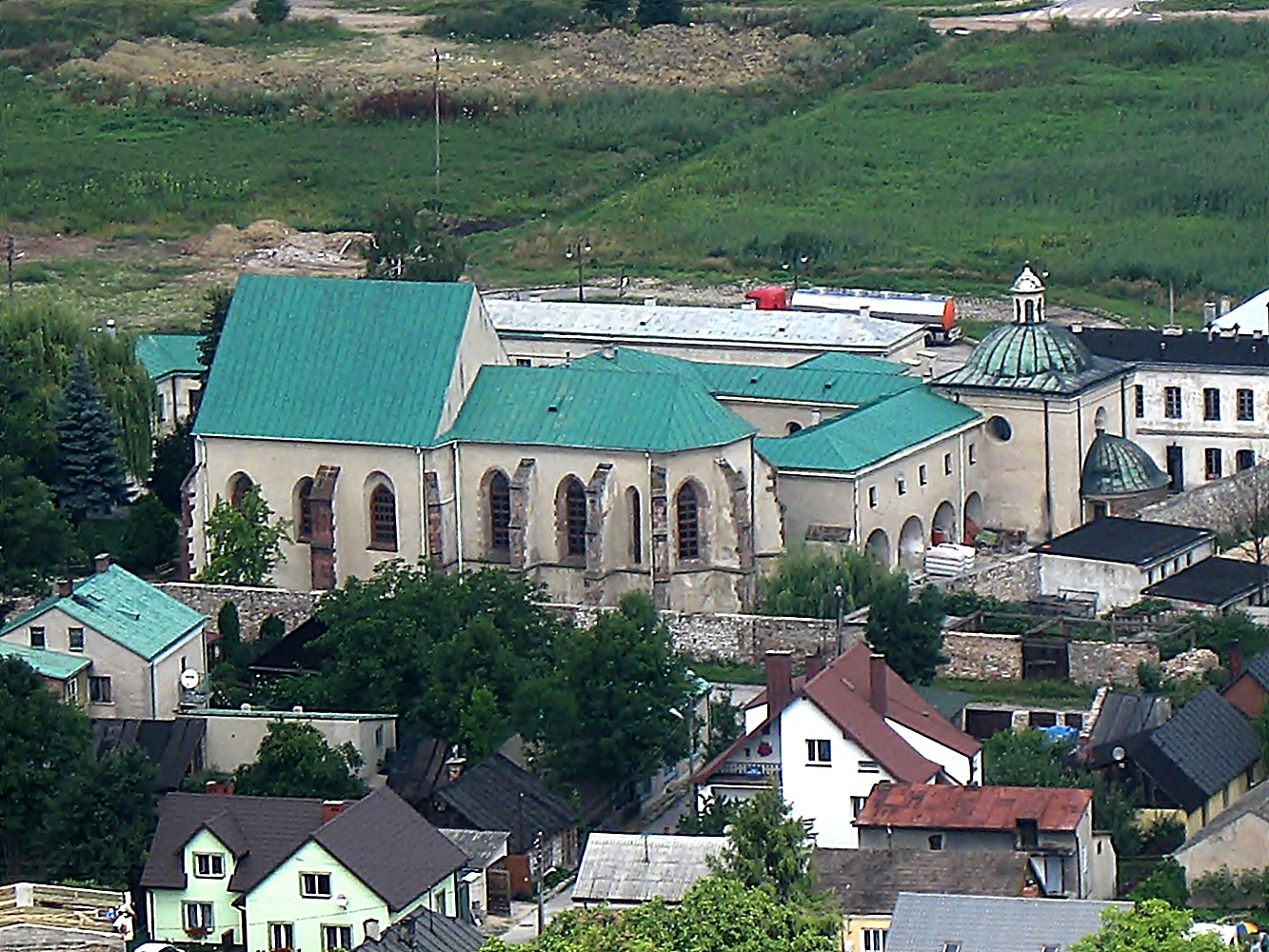
Zespół klasztorny franciszkanów

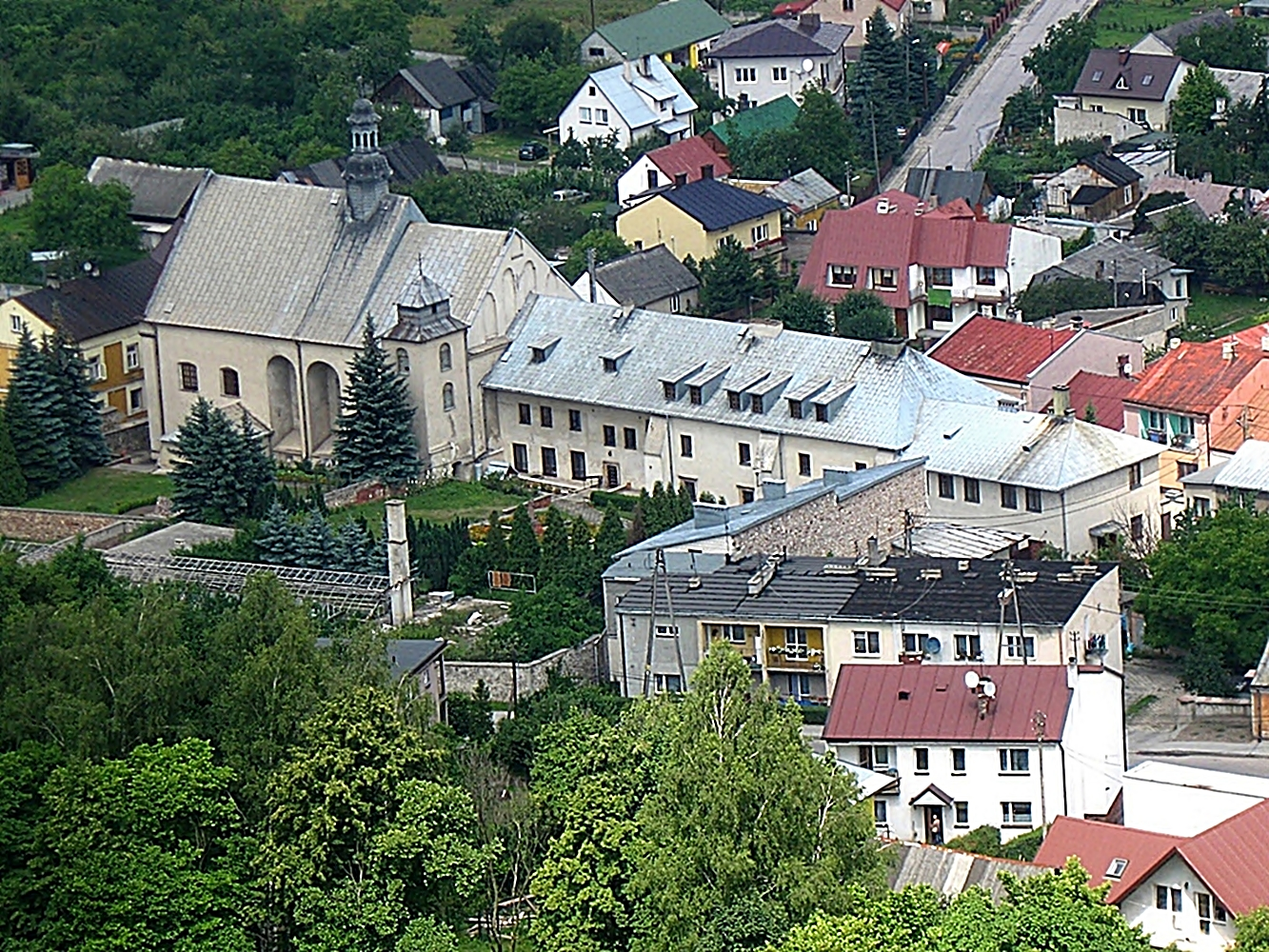
Zespół klasztorny klarysek ob. bernardynek

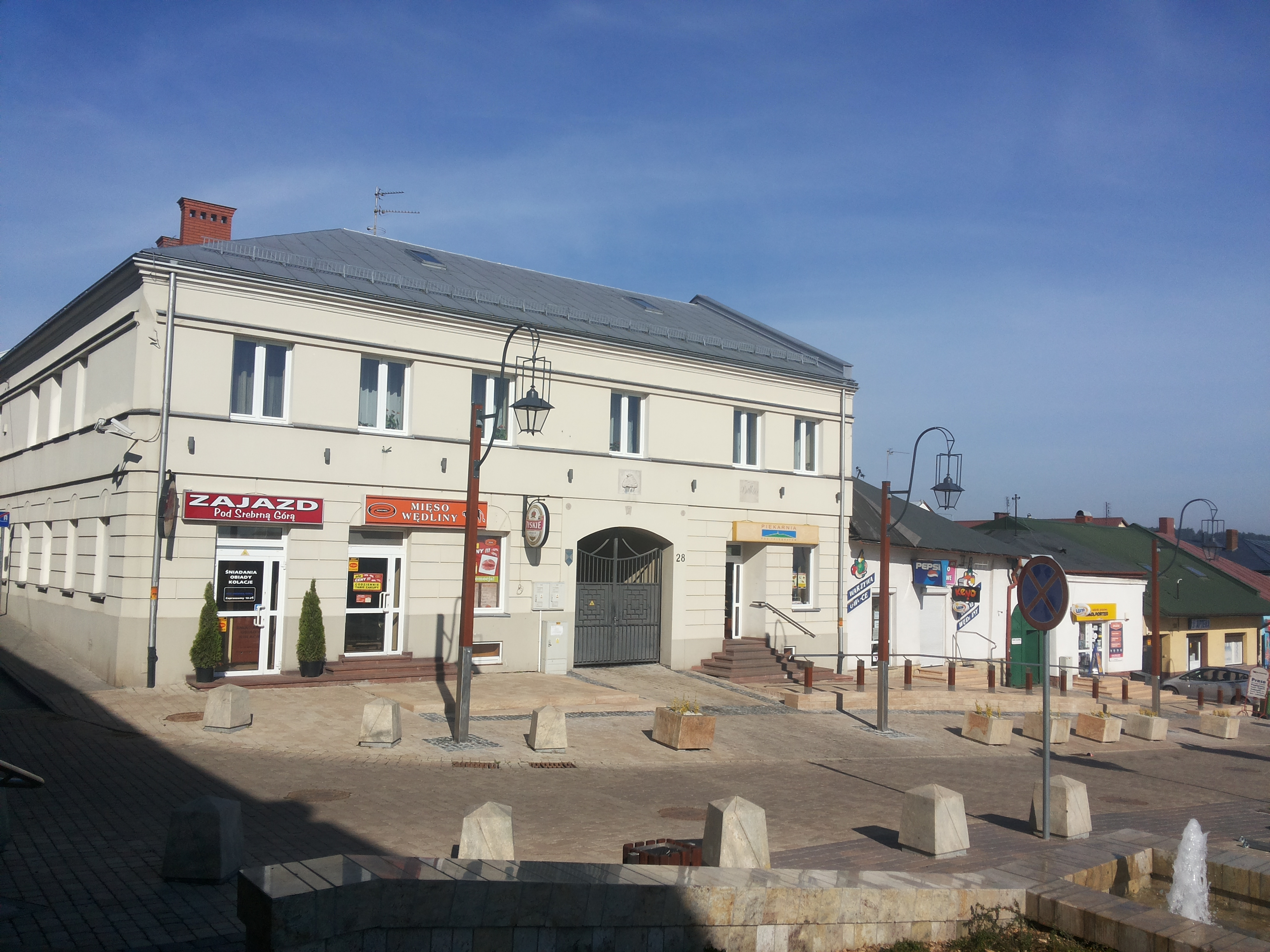
Dawny zajazd „Pod Srebrną Górą”

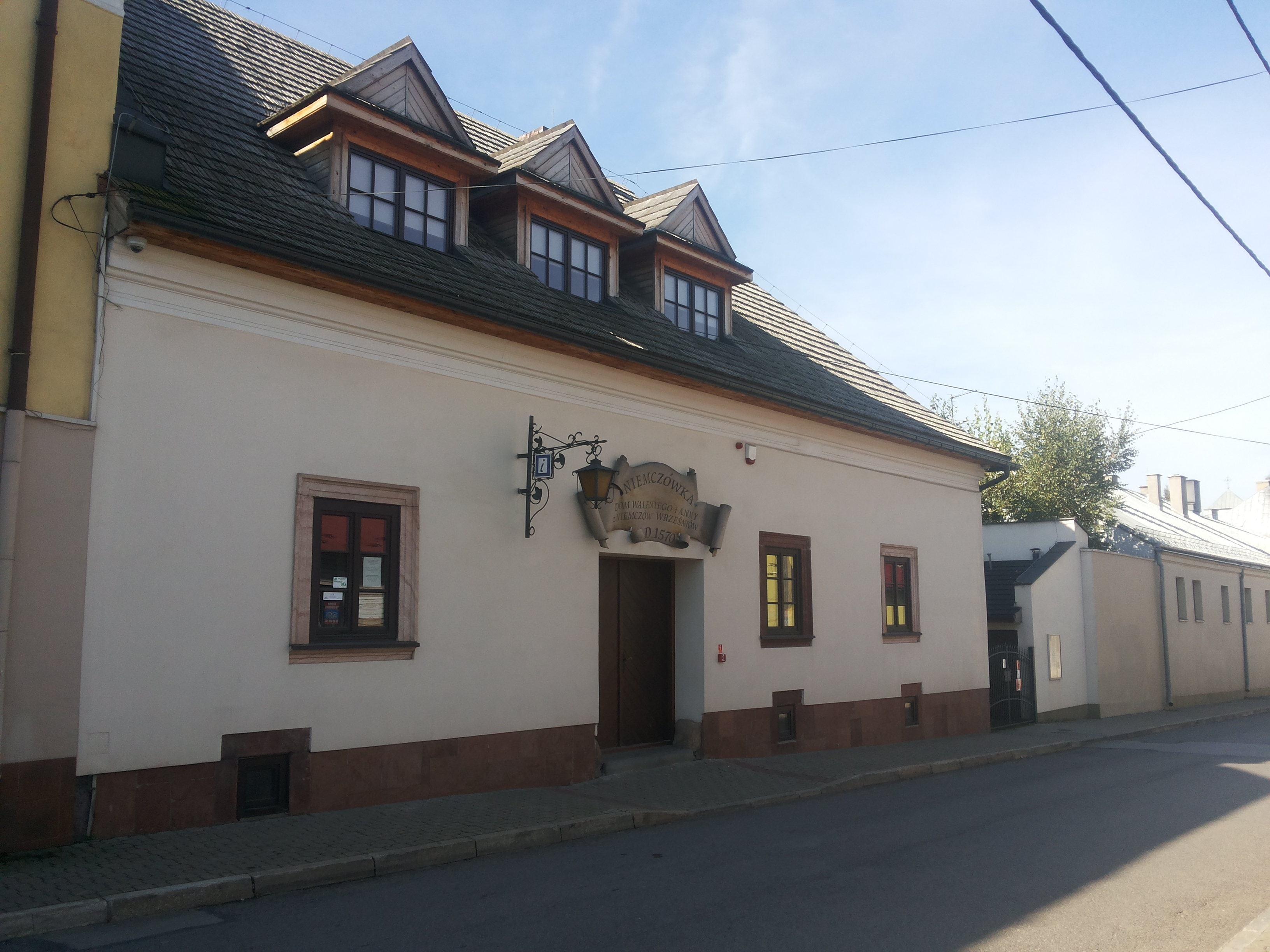
Dom „Niemczówka”, ul. Małogoska 7

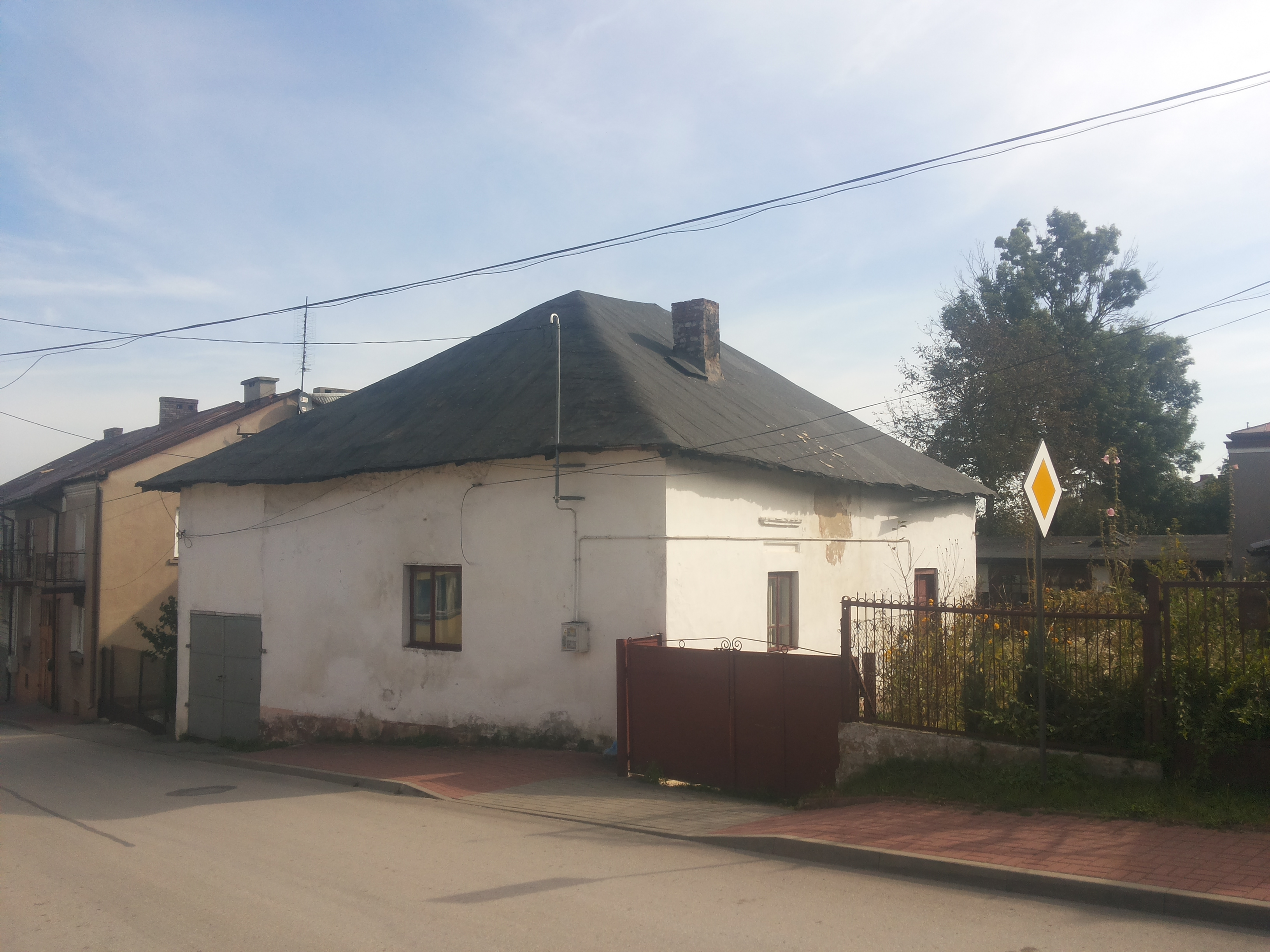
Dom z XVI w., ul. Szkolna 2

Lista zabytków znajdujących się w Chęcinach wpisanych do rejestru zabytków nieruchomych:
- układ urbanistyczno-krajobrazowy (nr rej.: A.228 z 9.01.1947 i z 264 z 15.02.1967),
- strefa ochronna, przedpole układu urbanistycznego (dec. z 18.01.2007),
- kościół parafialny pw. św. Bartłomieja z 1325 r., przebudowany w początkach XVII w., restaurowany w latach 1830–1840, z kaplicą Fodygów z 1614 r., (nr rej.: A.229/1-3 z 5.11.1947 i z 15.02.1967),
- cmentarz kościelny (nr rej.: j.w.),
- zespół klasztorny franciszkanów, ul. Franciszkańska 10, (nr rej.: A.232/1-6 z 24.02.1932 i z 15.02.1967):
  - kościół pw. Wniebowzięcia NMP z końca XIV w., przebudowany w XIX i XX w., z kaplicą Branickiego,
  - klasztor z przełomu XIV/XV w., przebudowany w XIX i XX w.,
  - budynek bramny z I połowy XVII w.,
  - budynek administracyjny z I połowy XIX w.,
  - budynek gospodarczy z I połowy XVII w.,
- zespół klasztorny klarysek obecnie bernardynek z XVII w., ul. Małogoska 9/11 (nr rej.: A.233/1-3 z 5.11.1947 i z 15.02.1967):
  - kościół pw. św. Marii Magdaleny, obecnie pw. św. Józefa, z XVI w., przebudowany w latach 1643–1673 i XIX w.,
  - klasztor z końca XVII w., przebudowany w I poł. XIX w. i po 1930 r.,
  - teren klasztorny (cmentarz kościelny i ogród klasztorny),
- synagoga, ul. Długa 21, z 1638 r., przebudowana w XX w., (nr rej.: A.231 z 12.04.1957 i z 15.02.1967),
- cmentarz komunalny, obecnie parafialny, z 1842 r. (nr rej.: A.235 z 21.06.1993),
- cmentarz żydowski z pocz. XVII w. (nr rej.: A.236 z 2.03.1991),
- ruina zamku z przełomu XIII/XIV w. (nr rej.: A.234 z 9.03.1932 i z 15.02.1967),
- ratusz, pl. 2 Czerwca 4, z ok. 1837 r., (nr rej.: A.239 z 4.10.1990)
- dawne jatki, obecnie pizzeria, ul. Strażacka, z 1885 r. (nr rej.: A.261 z 28.02.1991),
- dom, pl. 2 Czerwca 1, z 1825 r. (nr rej.: A.237 z 4.10.1990),
- dom, pl. 2 Czerwca 2, z 1866 r. (nr rej.: A.238 z 4.10.1990),
- dom, pl. 2 Czerwca 5, z początku XIX w., przebudowany w 1924 r. (nr rej.: A.240 z 15.05.1975),
- dom, pl. 2 Czerwca 6, z XVII w., przebudowany w XIX i XX w. (nr rej.: A.241 z 10.07.1990),
- dom, pl. 2 Czerwca 9–10 / ul. Długa 2, z początku XIX w., przebudowany w XX w. (nr rej.: A.243 z 9.08.1990),
- dom, pl. 2 Czerwca 15–17, z przełomu XVI/XVII w., przebudowany w XIX w. i 1959 r. (nr rej.: A.244 z 9.11.1990),
- dom, pl. 2 Czerwca 18, z przełomu XVI/XVII w., przebudowany w XIX w. (nr rej.: A.245 z 9.08.1990),
- dom, pl. 2 Czerwca 20, z XVI w., przebudowany w XVII–XVIII w. (nr rej.: A.247 z 4.10.1990),
- dom, pl. 2 Czerwca 21, z XVI w., przebudowany w XVII i IV ćw. XIX w. (nr rej.: A.248 z 19.09.1990),
- dom, pl. 2 Czerwca 23, z przełomu XVI/XVII w., przebudowany w XIX w. (nr rej.: A.246 z 28.02.1991),
- dom, pl. 2 Czerwca 24–26, z XVI w., przebudowany w III ćw. XIX w. i 1935 r. (nr rej.: A.249 z 2.01.1991),
- dawny zajazd „Pod Srebrną Górą”, pl. 2 Czerwca 27/28, z lat 1819–1821 (nr rej.: A.250 z 2.01.1991),
- oficyna, ul. Jędrzejowska 2, z początku XIX w. (nr rej.: j.w.),
- dom, ul. Długa 3, z przełomu XVI/XVII w., przebudowany po 1946 r. (nr rej.: A.251 z 2.01.1991),
- dom, ul. Długa 6, z XVI w., przebudowany w XIX i XX w. (nr rej.: A.252 z 29.08.1990),
- dom, ul. Jędrzejowska 3, z XIX w. (nr rej.: A.253 z 9.11.1990),
- dom, ul. Łokietka 2–4, z przełomu XVI/XVII w., przebudowany w końcu XIX w. (nr rej.: A.254 z 9.11.1990),
- dom, ul. Łokietka 36, z 1822 r., przebudowany w początkach XX w. (nr rej.: 1082 z 7.11.1990),
- dom „Niemczówka”, ul. Małogoska 7, z 1570 r., przebudowany w 1634 r. i XIX w. (nr rej.: A.256/1-2 z 15.03.1946, z 24.05.1946 i z 277 z 15.02.1967),
- dom, ul. Małogoska 17–21, z XIX w., przebudowany w 1950 r. (nr rej.: A.257 z 9.11.1990),
- drewniana chałupa, ul. Małogoska 50, z początków XX w. (nr rej.: 1081 z 7.10.1990),
- drewniana chałupa, ul. Małogoska 58, z IV ćw. XIX w. (nr rej.: A.259 z 9.11.1990),
- dawny kościół i przytułek Świętego Ducha, ul. Ogrodowa 15, z XVIII w., przebudowany w połowie XIX w. (nr rej.: A.230 z 26.01.1959, z 28.10.1971 i z 1067 z 19.09.1990),
- dom, ul. Staszica 3, z przełomu XVI/XVII w., przebudowany na przełomie XIX/XX w. (nr rej.: A.260 z 7.10.1990),
- dom, ul. Szkolna 2, z XVI w., przebudowany w XIX i XX w. (nr rej.: A.262 z 7.11.1990),
- dom, ul. Żeromskiego 8, z XIX w. (nr rej.: A.263 z 7.11.1990),
- dawny zajazd, ul. Żeromskiego 9, z 1826 r., przebudowany w XX w. (nr rej.: A.264 z 7.11.1990).